# Gmina Granowo
Die Gmina Granowo ist eine Landgemeinde im Powiat Grodziski der Woiwodschaft Großpolen in Polen. Ihr Sitz ist das gleichnamige Dorf (deutsch Granowo) mit etwa 2650 Einwohnern.

## Gliederung
Zur Landgemeinde Granowo gehören 13 Dörfer (deutsche Namen bis 1945) mit einem Schulzenamt (sołectwo):
- Bielawy
- Dalekie
- Drużyń
- Granowo (Granowo; 1943–1945 Granau)[3]
- Granówko
- Januszewice (Kunkeln)
- Kąkolewo (Kankel)
- Kotowo (Kotowo)
- Kubaczyn (Weizenau)
- Niemierzyce
- Separowo
- Strzępiń
- Zemsko